# 机动战士GUNDAM UC (游戏)
《机动战士GUNDAM UC》是万代南梦宫娱乐在2012年3月8日于PlayStation 3平台发售的动作游戏。有通常版和特装版两个版本。至2013年，在日本销量已达89,080份。
本作的剧情改编自《機動戰士GUNDAM UC》OVA动画的Episode 1-3。特装版中除游戏外，还包含花絮藍光光碟（BD）和小说《战后的战争》。

## 登场机体

### 地球联邦军
- RX-0 独角兽高达
- RGZ-95 里歇尔
- RGM-89DE 杰刚（ECOAS式样）
- RGM-89S 强袭杰刚
- RGM-89S 武装强化型杰刚 原型机
- D-50C 洛特
- MSN-001A1 德尔塔普拉斯

### 新吉翁残党
- MSN-06S 新安洲
- NZ-666 刹帝利
- AMS-129 基拉·祖鲁
- AMS-129 基拉·祖鲁（安杰洛专用机）（アンジェロ専用機）
- AMS-129 基拉·祖鲁（吉勒博阿机）(GILBOA SANT USE)（ギルボア機）
- AMX-009 德莱森
- AMX-006 加萨D
- MS-21C 特拉杰
- AMS-119 基拉·德卡

### 追加机体
第1批
- MSN-001 德尔塔高达
- MSN-06S 原石
- AMS-129 基拉·祖鲁（弗尔·伏朗托专用机）（フル・フロンタル専用機）
- AMS-129 基拉·祖鲁（アンジェロ・ザウパー専用機）
- RGM-89D 杰刚（先行配备型）

第2批
- MSN*001X 德尔塔高达改
- RGZ-95C 里歇尔（防卫者A型装备）
- RGZ-95 里歇尔（防卫者B型装备）

第3批
- ARX-014 银色子弹

第4批
- RX-0 全装甲独角兽高达
- ARX-014P 银色子弹（飞翔炮试作型）
- AMX-006 加萨D

第5批
- RGM-89DEW EWAC杰刚

第6批
- RX-93 ν高达
- MSN-04 沙扎比

## 追加下载内容
- 战后的战争（日语：戦後の戦争）

## 脚注
1. ↑  . Gamespot.   [2020-02-04]. （原始内容存档于2020-02-04） （英语）.
2. ↑  . enterbrain. 2013.
3. ↑  .   [2017-01-22]. （原始内容存档于2020-02-23）.